# Joinville (Alto Marne)
Joinville é uma comuna francesa na região administrativa de Grande Leste, no departamento de Haute-Marne. Estende-se por uma área de 18,94 km². Em 2010 a comuna tinha 3 105 habitantes (densidade: 163,9 hab./km²).